# Ford F-MAX
Ford F-MAX — крупнотоннажный грузовой автомобиль, выпускаемый компанией Ford Otosan с 2018 года. Получил премию «Международный грузовик года» в 2019 году, а также премию «Лучший коммерческий автомобиль 2019 года» в номинации «Грузовик года» в России.

## Описание модели
Разработка Ford F-MAX заняла 5 лет и 400 млн евро инвестиций, испытания проводились в 11 странах на 4 континентах, 233 единицы пред-серийных автомобилей преодолели около 5 миллионов километров.
Новый тягач получил совершенно новую кабину модульной конструкции шириной 2,5 м. с двумя спальными местами, холодильником и множеством отсеков для хранения. При разработке кабины большое внимание было уделено эргономике рабочего места водителя — все органы управления автомобилем находятся в зоне досягаемости вытянутой руки. Внутренняя высота кабины (от пола до потолка) составляет 2,16 м. и позволяет стоять в полный рост.
Ford F-MAX оснащается рядным 6-цилиндровым дизельным двигателем Ecotorq рабочим объёмом 12,7 л, который развивает максимальную мощность 500 л. с. и максимальный крутящий момент 2500 Н*м. На двигателе применён турбокомпрессор с изменяемой геометрией, топливная система Common Rail, имеется компрессионный моторный тормоз Ecototq Engine Brake, развивающий тормозное усилие 400 кВт. Двигатель способен отвечать экологическим нормам Euro 5 (при помощи системы нейтрализации выхлопных газов SCR), и Euro 6 (с SCR, а также с рециркуляцией отработанных выхлопных газов EGR и сажевым фильтром DPF).
В паре с двигателем работает 12-ступенчатая роботизированная коробка передач ZF Traxon 12 TX 2620 TD с диапазоном передаточных чисел 16,688-1. Сцепление однодисковое, диаметром 430 мм. К преимуществам данной коробки передач можно отнести следующие функции:
- Движение накатом
- Режим маневрирования
- Режим старт-стоп
- Помощь при трогании на подъёме
- Движение по бездорожью
- Режим раскачки

В качестве опции, коробка передач может быть оснащена интардером, развивающим тормозное усилие до 600 кВт. При совмещении с моторным тормозом Ecotorq Engine Brake, тормозное усилие достигает 1000 кВт.
Подвеска Ford F-MAX типичная для большинства седельных тягачей. На передней оси применяются малолистовые параболические рессоры, со стабилизатором поперечной устойчивости. Подвеска заднего моста — пневматическая, возможно исполнение как на 2-пневмоэлементах, так и на 4-пневмоэлементах. Задний мост собственного производства имеет гипоидный редуктор, применяемые передаточные числа 2,47 или 2,64. Имеется блокировка межколёсного дифференциала.
На Ford F-MAX применено множество технологий, направленных на снижение расхода топлива, к ним можно отнести:
- MAX Cruise — предиктивный круиз контроль (адаптация скорости автомобиля и выбор передачи КПП в зависимости от рельефа местности)
- Отключаемый воздушный компрессор
- «Умный» генератор
- Насос ГУР с переменной производительностью
- Режим Eco-Roll в коробке передач
- E-APU — блок подготовки воздуха с электронным управлением
- Режим Eco+, ограничивающий мощность двигателя до 450 л. с.
- Адаптивный круиз контроль

В помощь водителю Ford F-MAX оснащается следующими системами:
- Ограничитель скорости
- EBS
- ESP
- AEBS (Система экстренного торможения автомобиля)
- LDWS (Система предупреждения о сходе с полосы)
- TPMS (Система контроля давления в шинах)

## Модификации

### F-MAX L
Ford F-MAX L представлен в 2021 году. Это модификация базового F-MAX, отличающаяся увеличенной с 3600 мм до 3750 мм колёсной базы. За счёт этого удалось увеличить топливные баки до суммарного объёма 1350 л (750 + 600 л).

### F-MAX LL
Ford F-MAX LL (lowliner) — модификация базового F-MAX, предназначенная для перевозки полуприцепов увеличенного объёма. Высота седельно-сцепного устройства снижена до 996 мм, используются низкопрофильные шины (315/60 R22,5 на передней оси, 295/60 R22,5 на задней). Вместимость топливных баков меньше, чем у других модификаций 510 + 410 л, это обусловлено меньшей высотой шасси. Также, на LL применяется задний мост с меньшим передаточным числом: 2,31 (в качестве опции доступен и 2,47). Есть отличия и в подвеске: на переднем мосту к параболическим рессорам добавлены пневмоподушки, подвеска заднего моста — только на 4 пневмоэлементах.

### F-MAX Blackline
В 2021 году Ford Trucks представил специальную версию тягача F-MAX: Blackline. Тираж лимитированной версии составляет 250 единиц. Грузовики эксклюзивной серии окрашены в серебристый металлик «Moondust Silver» с чёрными полосами. Тягачи получили затемнённые фары с светодиодным ближним светом, чёрные диски и чёрные кожухи зеркал заднего вида. Каждый грузовик отмечен уникальным номером на двери.
Внутри F-MAX Blackline отличается от стандартного сидениями, отделкой передней панели, панелей обшивки и рулевого колеса.

## Галерея

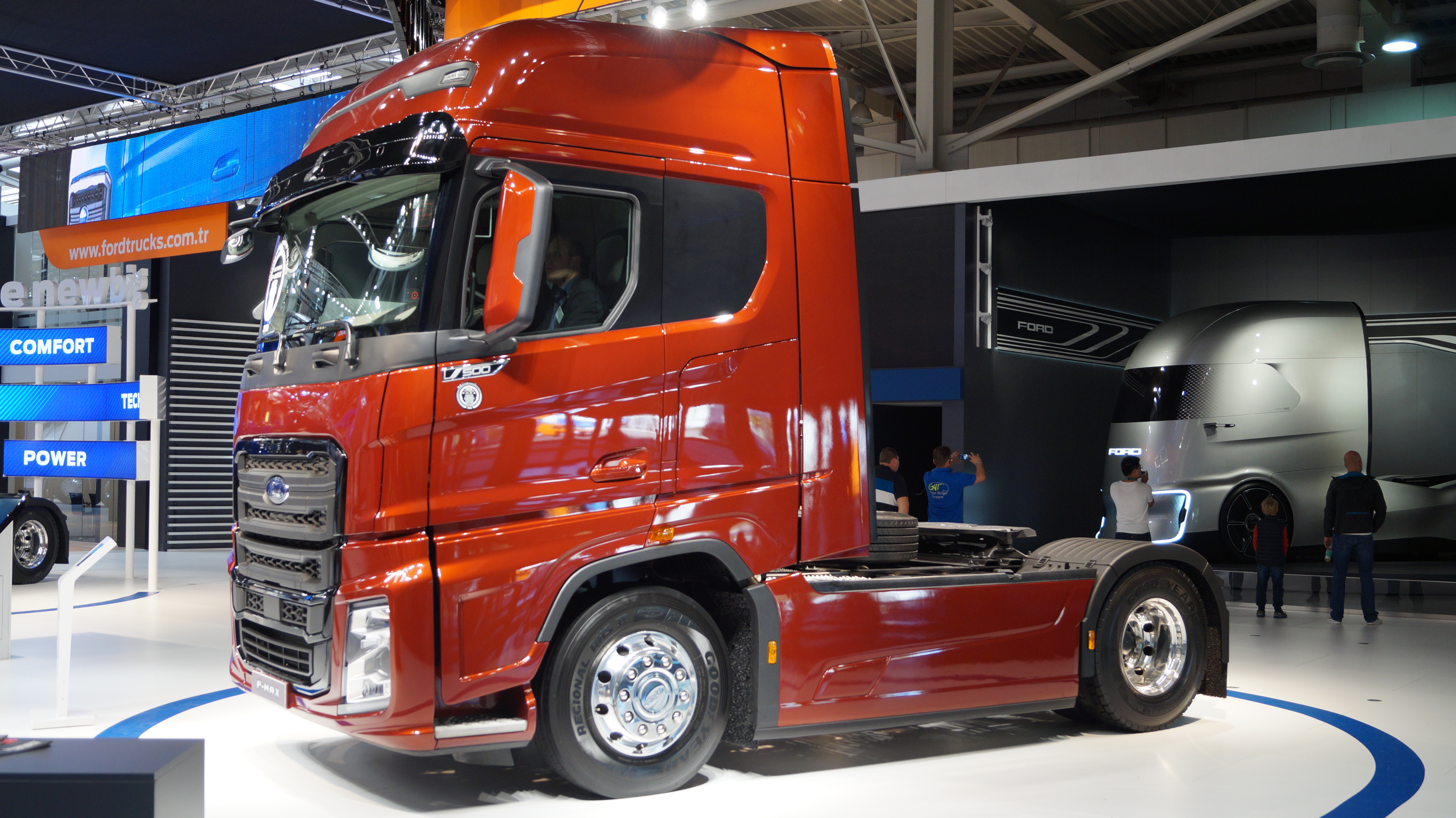
Седельный тягач Ford F-MAX на выставке IAA-2018 в Германии
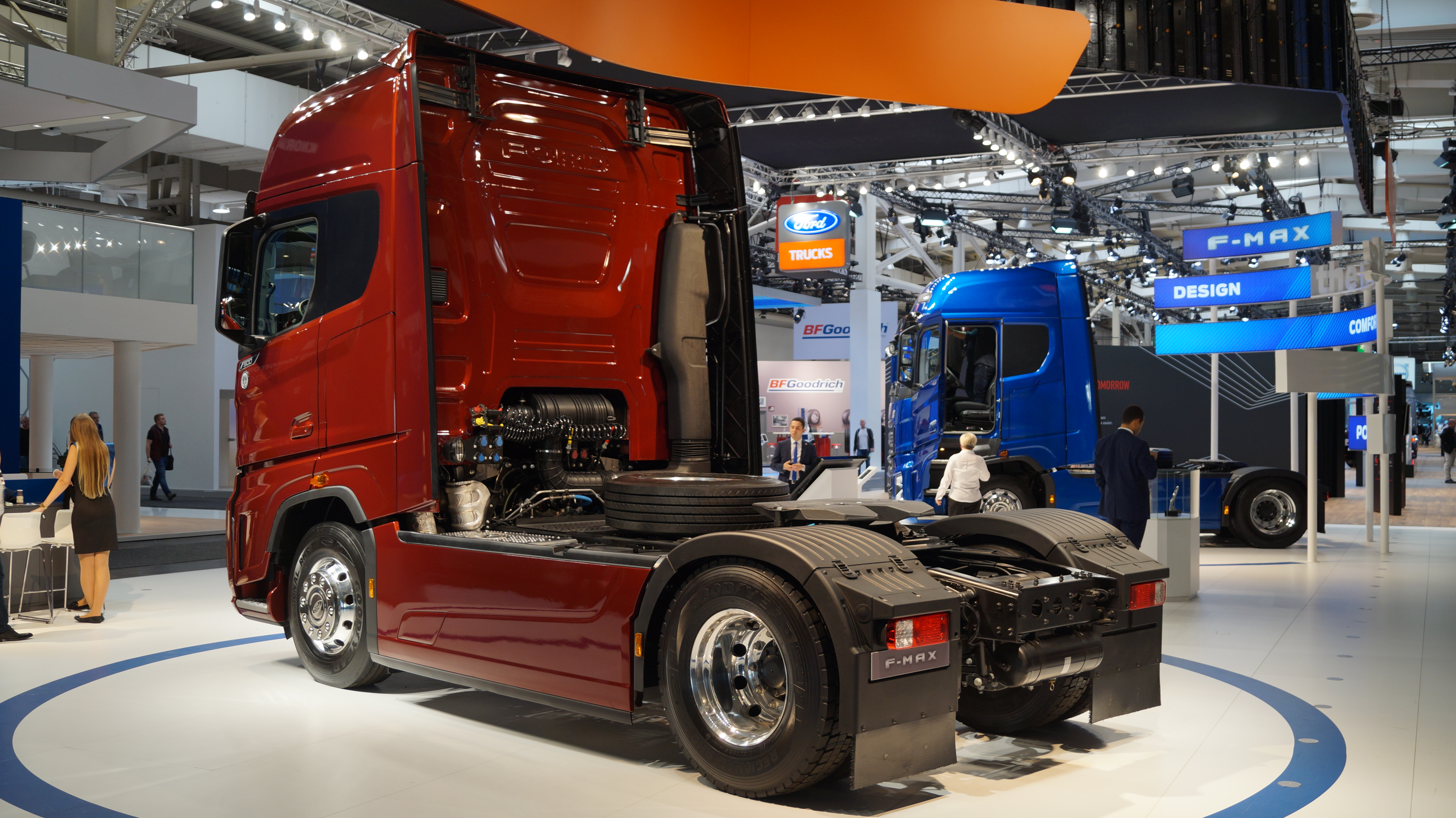
Тот же седельный тягач на выставке IAA-2018 в Германии (вид сзади)
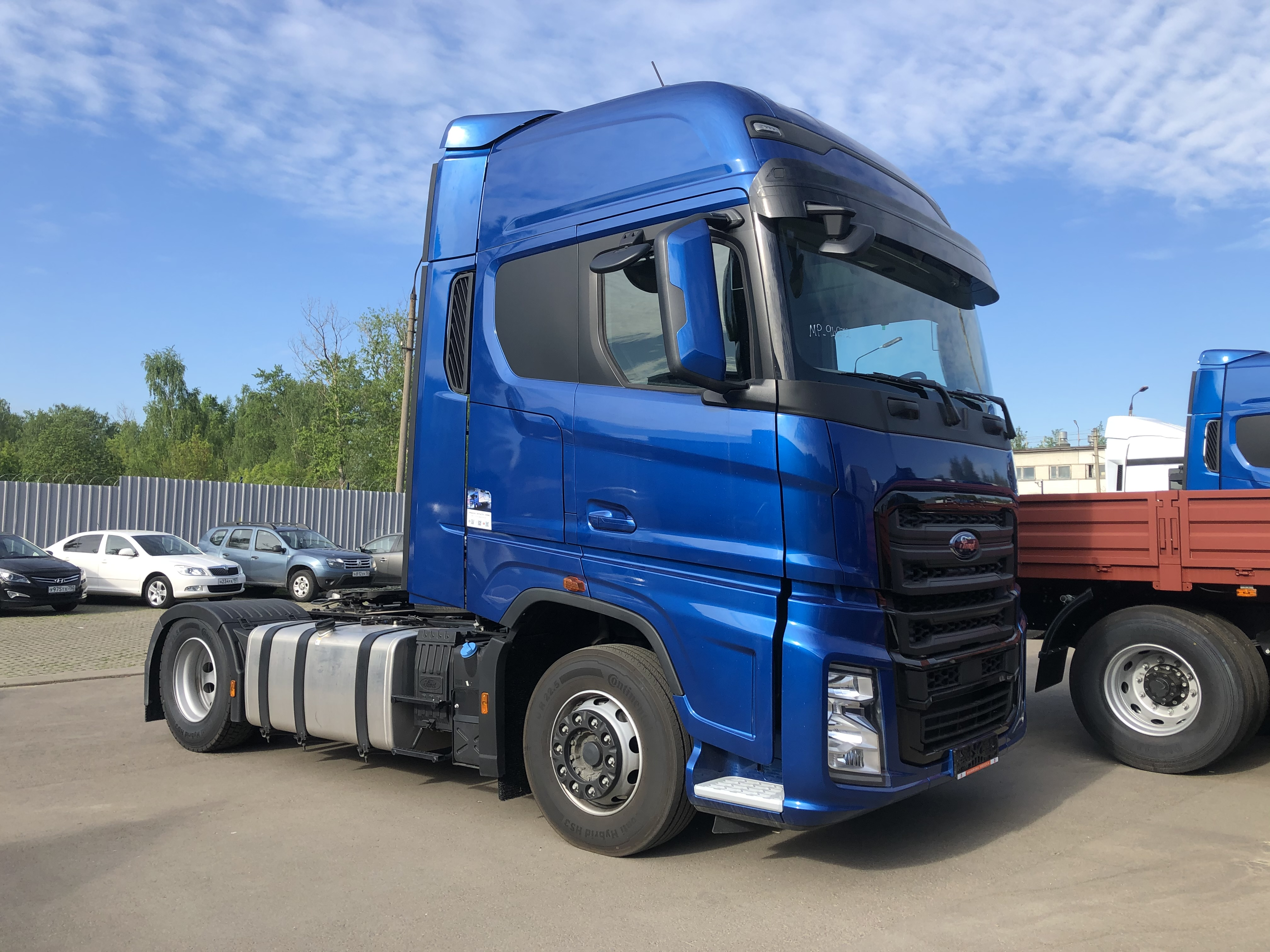
Седельный Тягач Ford F-MAX L на стоянке официального дилера
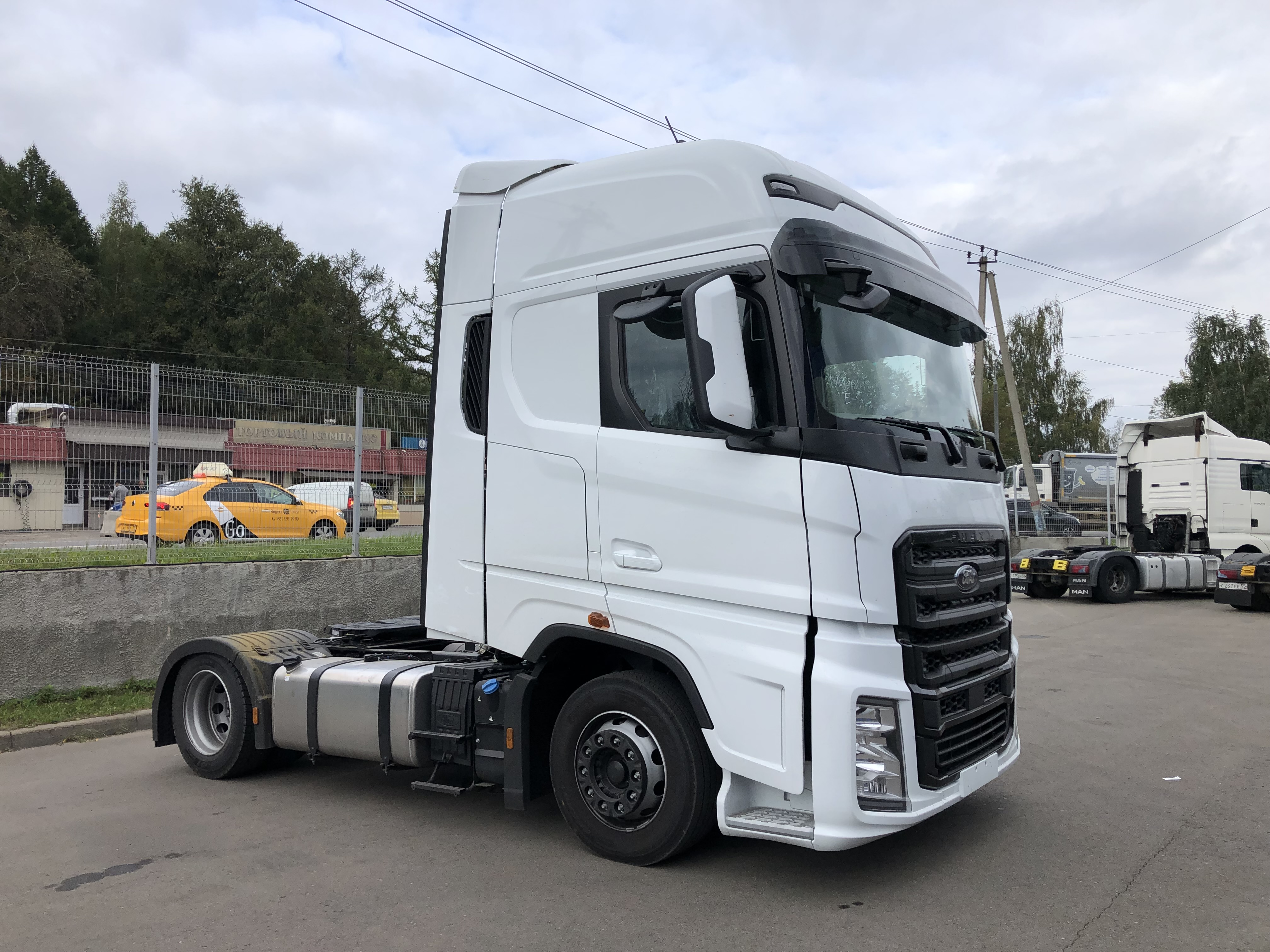
Седельный Тягач Ford F-MAX LL на стоянке официального дилера